# Vallei van de Vesder tussen Eupen en Verviers
De Vallei van de Vesder tussen Eupen en Verviers is een Natura 2000-gebied in Wallonië en de Duitstalige Gemeenschap. Aan de linkeroever van de Vesder ligt een groot bosgebied, het westelijke deel van het Hertogenwoud. Aan de rechteroever liggen vooral hellingbossen. Het gebied ligt in de provincie Luik, in de gemeenten Baelen, Dison, Limburg en Verviers. Het Natura 2000-gebied is 554 hectare groot. Er komen veertien Europees beschermde habitattypen voor en vijf Europees beschermde dier- en plantensoorten. Het bevat ook een  gewestelijk beschermd bosreservaat, een beschermd natuurpark en een klein beschermd landschap. De oude gemengde loofbossen met een goed ontwikkelde ondergroei bieden onderdak aan kenmerkende bosvogels. 16% van het gebied is privaat eigendom en 84% is eigendom van een lokale, gewestelijke of andere overheid.

## Habitats
De habitats die het gebied kwalificeren voor Europese bescherming zijn divers. Bij de boshabitats gaat het om relatief grote oppervlakten beukenbossen van het type veldbies-beukenbos en parelgras-beukenbos, maar ook kalkminnende beukenbossen. Daarnaast gaat het om eikenbossen van het type eiken-haagbeukenbos en oude berken-eikenbossen op zure zandgrond. Op steile hellingen komt ravijnbos met linde en esdoorn voor. Langs de Vesder zijn de vochtige beekbegeleidende bossen uit het verbond van elzenbroekbossen een beschermd habitat. Bij de kruidachtige vegetaties gaat het om laaggelegen schrale hooilanden en rotsachtige hellingen met kalksteenflora. De kenmerkende waterhabitats zijn riviertjes met vegetaties van fijne waterranonkel en sterrenkroos.

## Soorten
De kwalificerende soorten voor Europese bescherming zijn vooral bosvogelsoorten. Kenmerkende soorten zijn middelste bonte specht, zwarte specht, grijskopspecht en wespendief. Een Europees beschermd zoogdier is de vale vleermuis.

## Deelgebieden
Het deel van het Hertogenwoud binnen het Natura 2000-gebied wordt gedomineerd door zuurminnende beukenbossen. In de nattere gedeelten (bij Fond Meyer, Escherbach en langs de Vesder) maakt het beukenbos plaats voor berken-eikenbos, of op de wat rijkere groeiplaatsen eiken-haagbeukenbos. Bij Andrimont, Bilstain en Membach komen hellingbossen voor op de rechteroever van de Vesder. Op de linkeroever benedenstrooms van Surdents vinden we mooie stukjes linden-esdoornbos op de steile helling.